# Mexico (New York)
Pour les articles homonymes, voir Mexico (homonymie).
Ne doit pas être confondu avec Mexico (village, New York).
Mexico est une ville du comté d'Oswego, dans l'État de New York, aux États-Unis,. En 2010, elle comptait une population de 5 197 habitants.

## Démographie
Lors du recensement de 2010, la ville comptait une population de 5 197 habitants, tandis qu'en 2016, elle est estimée à 5 107 habitants.